# つがる地球村

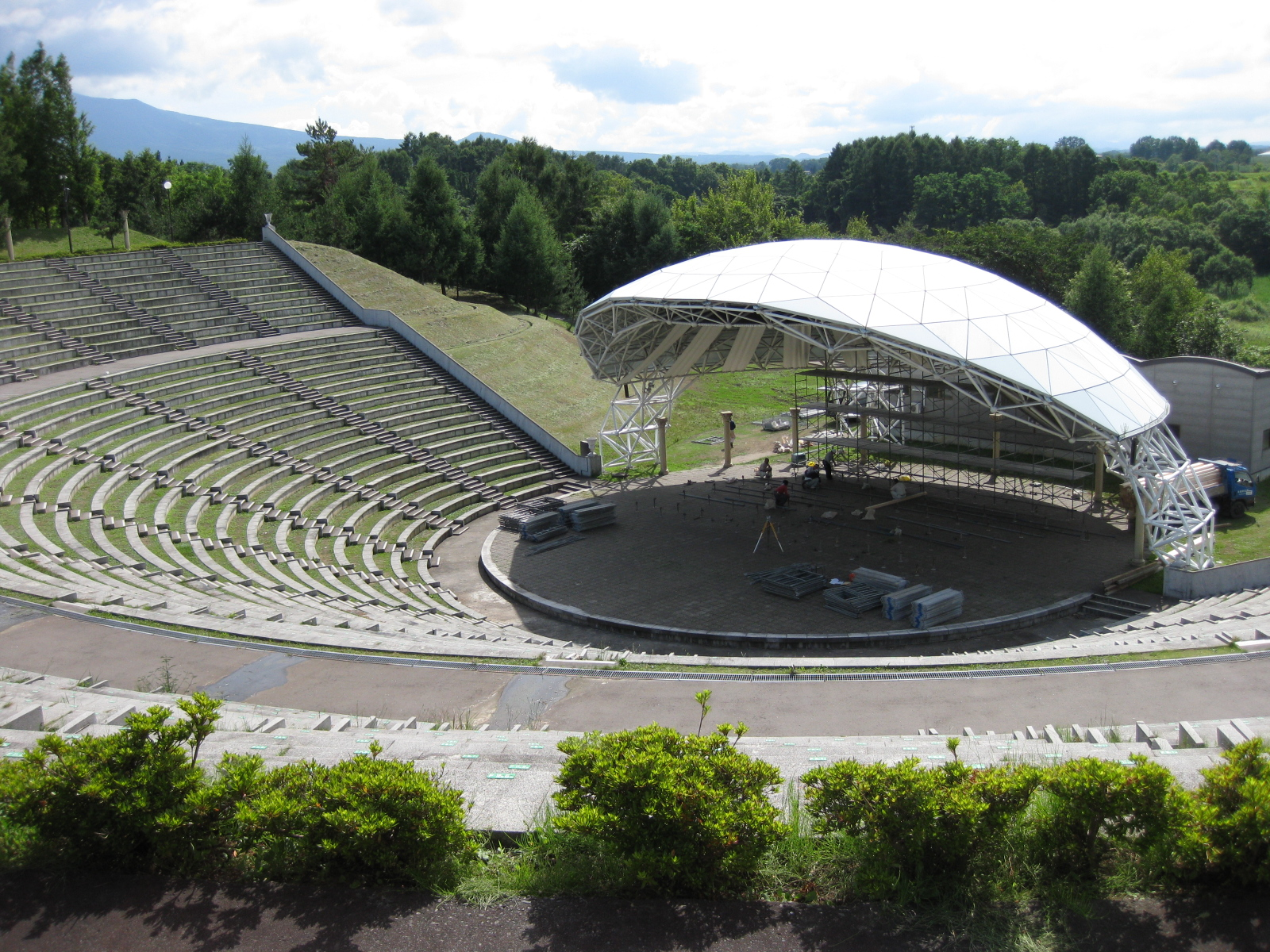
つがる地球村-野外円形劇場

つがる地球村（-ちきゅうむら）は青森県つがる市にある複合リゾート施設。つがる地球村株式会社が運営する。
感動の国、遊びの国、スポーツの国、寛ぎの国、アウトドアの国の5つのゾーンで構成される。円形劇場といったイベント会場やスポーツなどのコート、森林公園など多数の施設が存在する。円形劇場ではイベントが行われる。収容可能人数は5000人。つがる地球村のオリジナル商品や食品の販売も行われている。

## 沿革
- 1989年（平成元年）2月 - 村による「地球村」構想成る。
- 1992年（平成4年）7月 - 野外円形劇場使用開始。
- 1993年（平成5年）7月 - 地球村文化会館・コテージ・オートキャンプ場・おらほの湯（温泉）利用開始。
- 1994年（平成6年）
  - 5月 - スポーツパーク相撲場竣工。
  - 8月 - スポーツパーク利用開始。
  - 12月 - 物産センター竣工。

## 交通アクセス
- 東日本旅客鉄道（JR東日本）五能線 陸奥森田駅から車で5分
- 東北自動車道 浪岡ICから車で40分
  - 施設周辺は路線バス等の公共交通機関が通っていないため、車（マイカー・レンタカー）か、タクシーの利用となる。

## 周辺
- 新小戸六ダム
- 津軽富士見湖